# Parc archéologique de Baïes
Le Parc archéologique de Baïes (en italien Complesso archeologico di Baia) est une zone archéologique située près de Bacoli, dans les Champs Phlégréens. Elle englobe une partie de l'antique ville romaine de Baïes. Au XXIe siècle, il ne reste que la partie haute de la ville antique : la majeure partie se trouve sous le niveau de la mer à cause de phénomènes bradysismiques.
Parmi les restes les plus significatifs figurent les structures avec coupoles du grand Temple de Diane, le Temple de Mercure et le Temple de Vénus. En réalité, il s'agit de thermes et non de lieux de culte mais l'appellation populaire leur est restée.
Les importantes fouilles archéologiques, débutées vers 1941 par Amedeo Maiuri, ont mis au jour une superposition stratigraphique de constructions diverses : villas et thermes. La période des constructions remonte à la fin de l'époque républicaine et couvre les règnes d'Auguste, d'Hadrien et des Sévères.
L'abaissement du sol au-dessous du niveau de la mer à cause du bradyséisme semble avoir eu lieu en deux phases : entre les IIIe et IVe siècles et puis vers la fin de l'Empire Romain, avec la mer qui a occupé la zone de la ville quelques siècles plus tard. Baïes fut en bonne partie submergée par la mer vers les VIIe – VIIIe siècles.

## Vestiges archéologiques
Les vestiges les plus remarquables sont échelonnés sur le flanc de la colline sur un front de 450 mètres. Qualifiés de façon impropre de temples par la dénomination populaire, ils ont été identifiés comme un vaste ensemble thermal, puis comme un palais impérial, en raison de l'ampleur des constructions, où cinq secteurs peuvent être distingués.

### Complexe des terrasses
Le complexe des terrasses forme une série de gradins reliés à leur extrémité par un escalier. Il comprend un portique de 110 mètres de long sur 10 mètres de largeur, au décor de stuc qui subsiste par endroits, terminé du côté nord par une abside et du côté sud par un escalier qui dessert les différentes terrasses.

### Thermes de Mercure
Les thermes de Mercure, de la fin de la République ou du début du règne d'Auguste, avec une salle circulaire également dénommée le temple de l'Écho, en raison de la réverbération des sons qui s'y produit. Cette salle est couverte d'une coupole de 21,55 m de diamètre percée d'un oculus à son sommet (diamètre 3,65 m) et d'ouvertures rectangulaires dans la voûte. Construite en béton, cette coupole est le vestige le plus ancien de cette forme d'architecture audacieuse et nouvelle dans le monde romain, à l'instar de la salle de banquet du domus aurea de Néron.

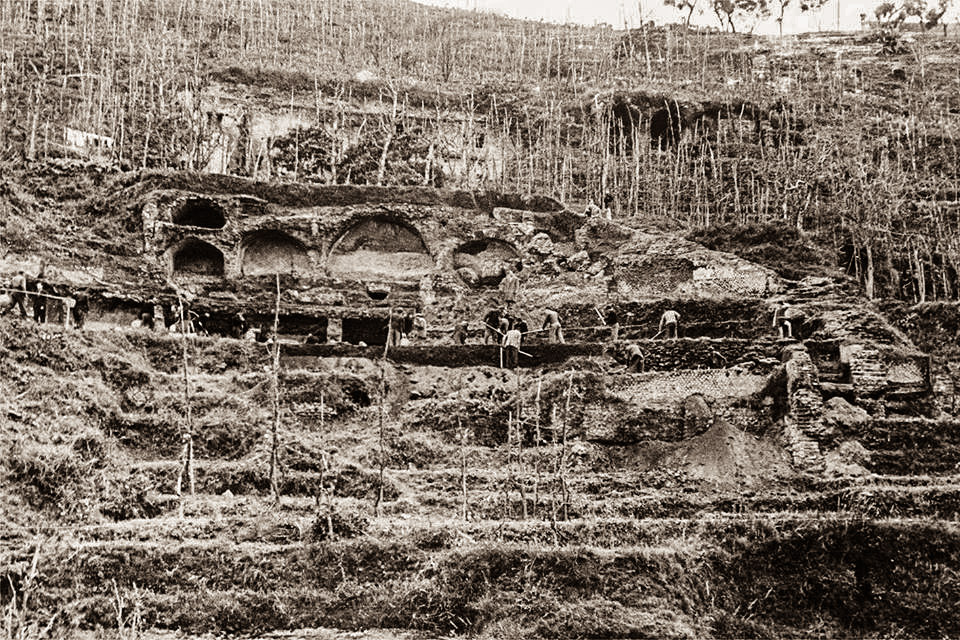
Fouilles à Baïes dans les années 1950.

### Thermes de Sosandra
Au sud des terrasses, les thermes de Sosandra, ainsi nommés par la découverte dans les habitations voisines d'une statue d'Aphrodite Sosandra, datent de la première moitié du Ier siècle. Ils sont disposés sur trois niveaux : en haut, une cour cernée de portiques sur trois côtés ; une terrasse intermédiaire, bordée d'une structure en arc de cercle devant un bassin rond ; en bas, une vaste piscine rectangulaire (34,80 m × 28,60 m). En 1954, on découvrit dans les thermes des moulages en plâtre de statues grecques, utilisés par un atelier pour la réalisation de copies. L'étude des divers éléments recueillis permit d'identifier un modèle connu, les Tyrannicides d'Athènes.

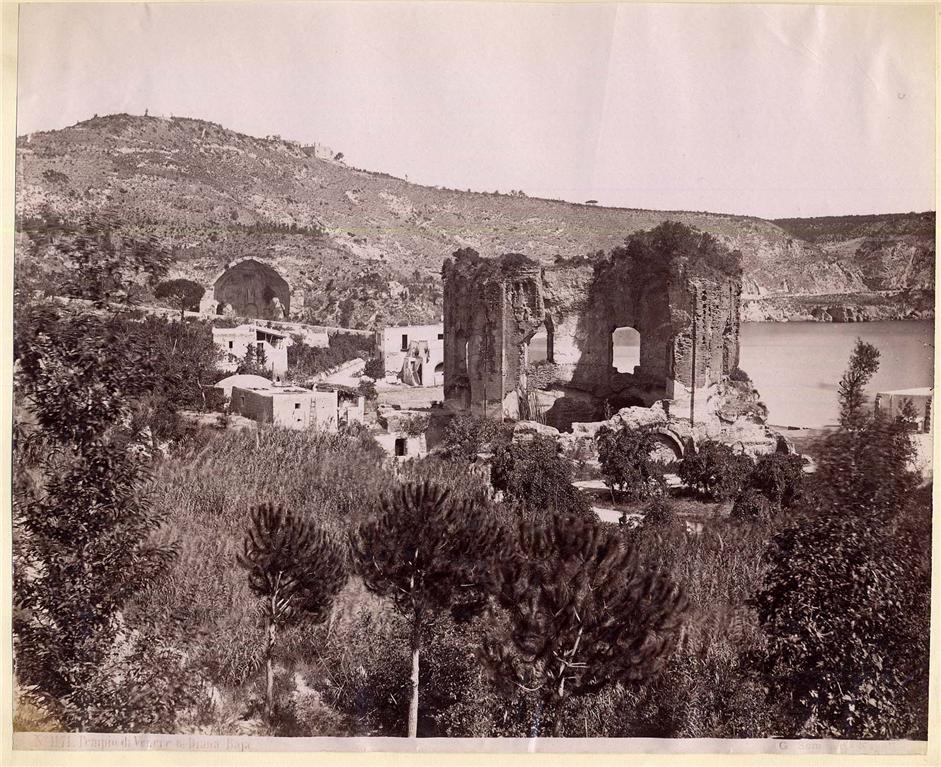
Photo de Giorgio Sommer (1834-1914), prise en regardant vers le nord. Au premier plan, le bâtiment annexe des thermes de Vénus. Au fond, la demi-coupole du temple de Diane.

### Thermes de Vénus
Les thermes de Vénus forment un ensemble de bâtiments de part et d'autre d'une salle rectangulaire munie d'une grande abside et d'un bassin. Trois salles annexes dites stanze di Venere (Chambres de Vénus) sont ornées de décors en stuc qui rappellent le 3e et 4e style pompéien, d'où une datation du Ier siècle. L'édifice le plus remarquable est une salle octogonale à l'extérieur, circulaire à l'intérieur, dotée d'une coupole de 26,30 m de diamètre qui repose sur un mur de 2,90 m d'épaisseur.

### Temple de Diane
Le grand temple de Diane, au nord du secteur archéologique, doit son nom à la découverte d'un bas-relief figurant des chiens, des cerfs et des poissons, évocation de la chasse, et d'une inscription portant le nom de Diane. Cette salle est couverte d'une coupole. Coupée en deux et à moitié écroulée, la coupole permet une observation par sa tranche, avec une construction sous forme de stratifications de lits de béton, montés successivement entre deux parements de moellons.